# Irène Pereira
 (août 2020).
 (décembre 2020).
Irène Pereira, née en avril 1975 à Saint-Cyr-l'École (Yvelines), est diplômée en philosophie et docteure en sociologie. Chargée de cours en sciences politiques à l'université Paris-Dauphine jusqu'en 2011, elle a également été professeure de philosophie dans l'enseignement secondaire. Elle enseigne la philosophie à l'INSPE de Créteil et est rattachée à l'université Paris-Est Créteil (UPEC).
Elle est par ailleurs adhérente au syndicat SUD Éducation et était proche de l'organisation Alternative libertaire. Elle participe au comité de rédaction de la revue anarchiste Réfractions.

## Biographie
En 2009, elle soutient une Thèse de doctorat en sociologie à l'École des hautes études en sciences sociales : « Un nouvel esprit contestataire : la grammaire pragmatiste du syndicalisme d'action directe libertaire ».
Elle est chercheuse associée au Groupe de sociologie politique et morale (GSPM) à l'EHESS jusqu'en 2013, année où elle devient chercheuse associée au laboratoire Cultures et sociétés en Europe à l'Université de Strasbourg.
Elle est cofondatrice de l'Institut de Recherche, d'Étude et de Formation sur le Syndicalisme et les Mouvements sociaux (IRESMO).
Selon la notice de l'EHESS, ses recherches portent sur l'articulation des « théories critiques savantes et des pratiques militantes » dans la perspective d'une « ré-élaboration de la théorie critique libertaire », sur le syndicalisme et l’engagement militant.

### Engagements politique et social
Le travail d'Irène Pereira se positionne entre philosophie et sociologie. Se situant dans une approche pragmatiste, elle remet en question la coupure entre théorie philosophique et enquête empirique. C'est pourquoi la notion de « grammaire » joue ici un rôle central. En effet, il s'agit de s'appuyer sur des théories philosophiques et politiques pour modéliser les discours et les pratiques des personnes.
Ainsi, conjointement à des enquêtes ethnographiques sur le syndicalisme et les milieux libertaires, elle effectue une relecture des auteurs de la tradition anarchiste (tels que Proudhon ou Bakounine) et syndicaliste révolutionnaire (tels que Georges Sorel ou Édouard Berth).
Son travail met en évidence des affinités entre ces deux traditions politiques et la philosophie pragmatiste. Ses recherches tendent à élaborer une analyse de la gauche radicale, en France, dans ses versants à la fois militants et intellectuels.
Selon le sociologue Jacques Ion, elle « montre le développement de ce qu'elle appelle, quant à elle, une "radicalité pragmatique"; qu'elle définit comme faite simultanément d'un attachement à des principes et d'adaptation à la situation. Elle indique comment, au contraire des luttes désespérées "pour le principe", perdues d'avance et marquée par le sacrifice du militant, des combats sont possibles où des gains sont à espérer dans le cours de l'action ou à son terme. ».
Selon Frédéric Ménager, chroniqueur à Nonfiction, à propos de son « guide de la gauche radicale », elle « oscille, sans toujours trouver son unité, entre sociologie pure et théorie politique. En revanche, ce souci d'interdisciplinarité doit également être porté au crédit de l'auteur qui tente d'unifier les pratiques militantes, les discours et la sociologie des mouvements concernés. ».
Elle contribue également aux études féministes, thème sur lequel elle intervient régulièrement dans la presse militante et dans des colloques scientifiques.
Entre 1994 et 1998, elle est membre de l'association Les Amis du Chat Noir Turbulent, proche de la Confédération nationale du travail (CNT).
En 2006, elle adhère à Alternative libertaire, et à SUD Culture Solidaires avant de passer à SUD Éducation en 2011.

## Publications
- Le pragmatisme critique. Action collective et rapports sociaux. Paris, L'Harmattan, coll. Logiques sociales, 2016  (ISBN 978-2-343-06970-8).
- Travailler et lutter. Essais d'auto-ethnobiographie. Paris, L'Harmattan, coll. Logiques sociales, 2016  (ISBN 978-2-343-06969-2).
- Un nouvel esprit contestataire : la grammaire pragmatiste du syndicalisme d'action directe libertaire, Thèse de doctorat sous la direction de Luc Boltanski, Sociologie, École des hautes études en sciences sociales, Paris, 2009[19], texte intégral.
- Peut-on être radical et pragmatique ?, Petite encyclopédie critique, Paris, Textuel, 2009,  (ISBN 978-2-84597-358-9)[20],[21].
  - Compte rendu sur le Portail des sciences sociales, Fabrice Hourlier, 25 mai 2010[22].
- Anarchistes, La Ville brûle, coll. engagé-e-s, Montreuil, 2009[23],[24].
- Les grammaires de la contestation : un guide de la gauche radicale, Paris, Les Empêcheurs de penser en rond, La Découverte, 2010,  (ISBN 978-2-35925-011-4)[25],[26].
  - Compte rendu sur le Portail des sciences sociales, Jacques Ghiloni, 11 octobre 2010[27].
- L'anarchisme dans les textes - Anthologie libertaire, Petite encyclopédie critique, Paris, Textuel, 2011,  (ISBN 978-2-84597-409-8)[28],[29].
  - Compte rendu sur le Portail des sciences sociales, Jacques Ghiloni, 12 mars 2011[30].
  - Philippe Petit, Anarchiste ? Moi ? Jamais !, Marianne, 26 février 2011, [lire en ligne].
- Les travailleurs de la culture en lutte : le syndicalisme d'action directe face aux transformations du capitalisme et de l'État dans le secteur de la culture, Paris, Éditions d'Ores et déjà, 2011[31],[32],[33].
  - Compte rendu sur le Portail des sciences sociales, Elieth P. Eyebiyi, 21 janvier 2011[34].
- Travailler et lutter - Essais d'auto-ethnographie, préf. Philippe Corcuff, L'Harmattan, 2016,  (ISBN 978-2-343-06969-2), présentation éditeur.
- Le Pragmatisme critique. Action collective et rapports sociaux, préf. Roland Pfefferkorn, L’Harmattan, 2016, 182 p.,  (ISBN 9782343069708).
  - Compte rendu sur le Portail des sciences sociales, Fabrizio Li Vigni, 18 mai 2016[35].
- Bréviaire des enseignante·s. Science, éthique et pratique professionnelle, éditions du Croquant, 2018, 104 pages.  (ISBN 9782365121729)
- Paulo Freire, pédagogue des opprimé·e·s. Une introduction aux pédagogies critiques, Libertalia, 2018,  (ISBN 9782377290185)
- Le féminisme libertaire. Des apports pour une société radicalement féministe, Le Cavalier Bleu, 2024.

### Contributions à des ouvrages collectifs
- Proudhon, Pragmatist, in Nathan J. Jun, Shane Wahl, New Perspectives on Anarchism, Lexington Books, 2009,  (ISBN 9780739132401), page 227.
- Anarchisme et Philosophie, in Philosophie & anarchisme, Éditions  Atelier de création libertaire, 2009[36]  (ISBN 978-2-351-04030-0).
- Une contestation sans lois de l'histoire, ni téléologie : la radicalité pragmatique dans les mouvements sociaux au tournant du XXIe siècle, in Autour d'Althusser - Penser un matérialisme aléatoire : problèmes et perspectives, Le temps des cerises, 2012.
- Nouvelles technologies de l'information et de la communication et transformations des pratiques militantes dans le renouveau contestataire, in Les usages militants de la technique, Presses universitaires de la Sorbonne, 2012.
- Organisation en réseau et renouveau de la contestation en France, in Agir-en-réseau : modèle d'action ou catégorie d'analyse ?, Presses Universitaires de Rennes, 2012.
- Controverses militantes sur classe, sexe et race dans la gauche radicale en France, in Intersectionality and Critic, VS Verlag, 2012.
- Grammaires des rapports à l'individualité et engagement militant, p. 35 à 50, in L'engagement militant, s/d Patricia Vendramin, Presses Universitaires de Louvain, 2013,  (ISBN 2875581171) notice éditeur.
- Queer, postcolonialité et intersectionnalité, in Histoire des mouvements sociaux en France, XIX-XXe siècle, La Découverte, 2013.
- Alexis Cukier et al., Émancipation : les métamorphoses de la critique sociale, Bellecombe-en-Bauges, Croquant, 2013, 392 p. (ISBN 978-2-36512-024-1, présentation en ligne).

### Dans des revues scientifiques
- La théorie pragmatiste de l’action collective de John Dewey, Interrogations, no 5, 2007 notice.
- Individualité et rapports à l’engagement militant, Interrogations, no 5, 2007.
- Mai 68 et ses héritages contestataires, Sens public, 2008, texte intégral.
- L'esprit pragmatiste du syndicalisme révolutionnaire, Dissidences, 2012, texte intégral.
- Épreuves de légitimité et de force au sein des rapports sociaux de sexe en milieu militant. L’exemple d’une commission féministe dans une organisation politique libertaire entre 2006 et 2010, Cahiers du Genre, no 55, 2/2013, p. 131-148, résumé en ligne.

### Dans laLettre d'information mensuelle de l'IRESMO
- Quel rapport entre prostituée et femme de ménage ?, novembre 2010[37] texte intégral.
- Syndicalisme révolutionnaire et philosophie pragmatiste : des affinités sélectives, juin 2011[38]texte intégral.
- De la notion de force chez Proudhon, juillet 2012[39]texte intégral.
- Étude stratégique du syndicalisme révolutionnaire et de sa persistance actuelle en France, août 2012[40]texte intégral.
- Bakounine et la critique du théologico-politique, août 2012[41] texte intégral.

### Dans la revueRéfractions
Sélection d'articles :
- L’Esprit de 68. Quel héritage contestataire pour aujourd’hui ?, no 20, 2008[42], texte intégral.
- Le projet anarchiste et la redéfinition de la catégorie de territoire au travers des luttes de l’immigration, no 21, 2008[43], texte intégral.
- Syndicalisme d'action directe et illégalité, no 22, 2009[44], texte intégral.
- Les jardins partagés, un exemple d’entraide libertaire. Entretien avec Laurence Baudelet, no 23, 2009[45], texte intégral.
- Être anarchiste et féministe aujourd’hui, no 24, 2010[46], texte intégral.
- Avec Simon Luck, Les femmes dans les organisations anarchistes, no 24, 2010[47].
- Avec Simon Luck, Délibération et liberté politique dans les organisations anarchistes, no 27, 2011[48], texte intégral.

### DansLe Courrier
De très nombreux articles, dont :
- Anarchistes et libertaires, Le Courrier, 10 avril 2013, texte intégral.

### DansAlternative libertaire
- Entretien : Agir et penser radicalement à gauche aujourd'hui, 7 mars 2011, texte intégral.

- Féminisme : Une éducation en tous genres, 31 août 2015, texte intégral.
- Immigration : Pour ne pas dissocier classisme et racisme, 17 décembre 2017, texte intégral.
- A la frontière des rapports sociaux, 20 février 2018, texte intégral.
- Réseau "Pédagogies radicales" : qui fleurissent cent collectifs, 12 octobre 2018, texte intégral.
- Courrier d'une lectrice : Pédagogies radicales, réponse à Véronique Decker, 26 décembre 2018, texte intégral.
- Mise au point : la théorie décoloniale au-delà des préjugés, 20 septembre 2021, texte intégral.

### Divers
- « Quand des activistes occupaient Wall Street », sur Non-fiction, 23 septembre 2014.
- Angélique Mangon (Propos recueillis par), « Irène Pereira : « Un contre-pouvoir tourné vers des méthodes d’action directe » », Le Monde.fr,‎ 11 décembre 2015 (ISSN 1950-6244, lire en ligne).
- Irène Pereira, « Les mouvements sociaux sont toujours faits par des minorités », Le Monde.fr,‎ 2 juin 2016 (ISSN 1950-6244, lire en ligne).
- « « Maximiser l’objectivité et minimiser la neutralité » : du militantisme en sciences sociales », sur The Conversation, 2 mars 2021.

### Articles
- Philippe Corcuff, « Aller à la rencontre d'une certaine gauche mélancolique », Le Monde, 5 février 2010.
- S. Au., « Les Grammaires de la contestation - Un guide de la gauche radicale d'Irène Pereira », Le Monde, 17 septembre 2010, en ligne.
- Frédéric Ménager-Aranyi, Petites leçons de gauche radicale à l'usage des débutants, nonfiction.fr, 14 décembre 2010, texte intégral.
- Danielle Tartakowsky, « Les grammaires de la contestation. Un guide de la gauche radicale », Le Mouvement social, no 236, 2011, p. 123-124, citation.
- G. Chambat, « Entretien avec Irène Pereira : le syndicalisme dans dix ans », N'Autre école, no 28, 2011, texte intégral
- Jean-Guillaume Lanuque, Pereira Irène. L’anarchisme dans les textes. Anthologie libertaire, Dissidences, Bibliothèque de comptes rendus, 2011, texte intégral.
- Georges Ubbiali, Pereira Irène. Les grammaires de la contestation. Un guide de la gauche radicale, Dissidences, Bibliothèque de comptes rendus, 2011, texte intégral.
- Chabault Vincent, « Irène Pereira, Les travailleurs de la culture en lutte », Le Mouvement social, no 243, avril-juin 2013, p. 117-119, texte intégral.
- Bernard Gougeon, « Débats : Autour des travaux d’Irène Pereira », Alternative libertaire,‎ été 2016 (lire en ligne).

### Audiovisuel
- La grève peut-elle encore durer ?, Ça vous regarde, LCP, 26 octobre 2010, en ligne.
- Philippe Petit, L'anarchisme dans les textes, L'essai du jour, France Culture, 16 février 2011, en ligne.

## Notices
- Notices d'autorité :   - VIAF
  - ISNI
  - BnF (données)
  - IdRef
  - LCCN
  - GND
  - WorldCat
- WorldCat : identité.
- Centre International de Recherches sur l'Anarchisme (Lausanne) : notice bibliographique.
- RA.forum : notice bibliographique.
- Nonfiction : notice.
- Centre International de Recherches sur l'Anarchisme (Marseille) : notice bibliographique.
- Catalogue général des éditions et collections anarchistes francophones : notice bibliographique.